# Gentianella luridoviolacea
Gentianella luridoviolacea là một loài thực vật có hoa trong họ Long đởm. Loài này được (Gilg) J.S.Pringle mô tả khoa học đầu tiên năm 1993.